# ガス機器
ガス機器（ガスきき）とは、都市ガス・LPガスを燃料として燃焼などをさせ、使用される器具の総称である。ガス器具と呼ばれることもある。

## 家庭用調理器具
家庭で主に用いられるガスの調理器具は、以下のものとなる。

### ガスコンロ

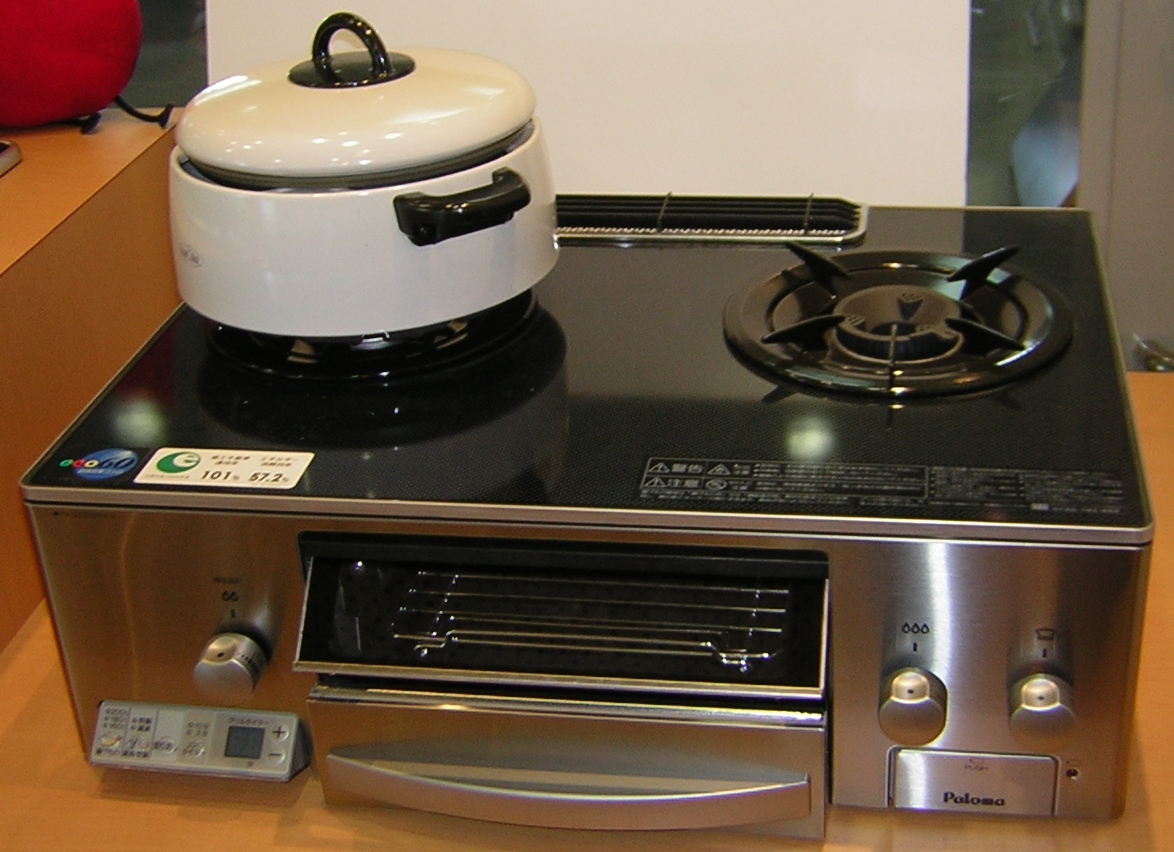
ガラストップテーブルコンロ

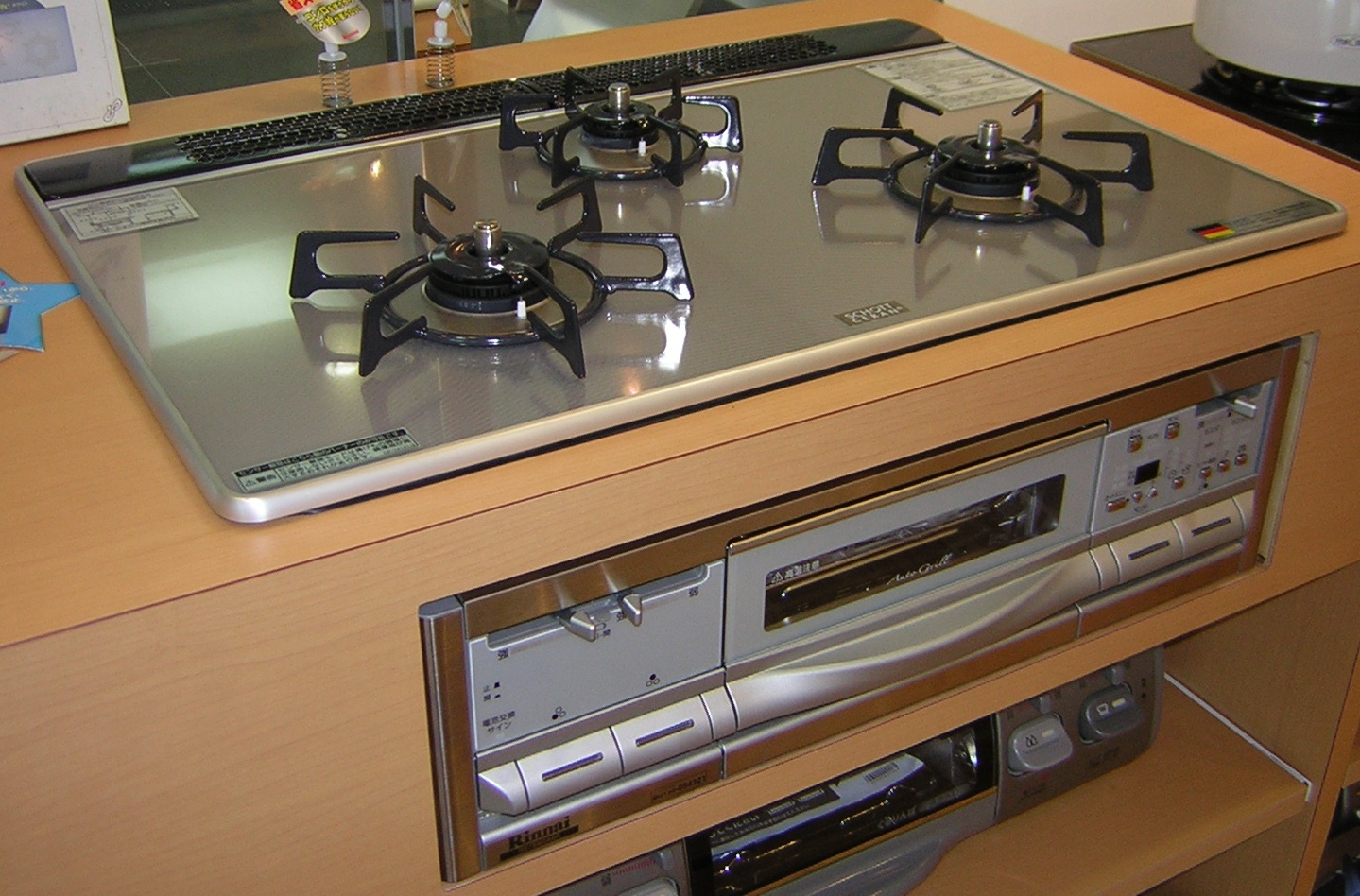
ガラストップビルトインコンロ

鍋やプライパンを利用した加熱調理を行う際に利用されるガス機器。ガスコンロ、あるいは単にコンロと呼ばれることが多い。固定せずに設置するだけのテーブルコンロ、下部の収納棚やオーブンと一体になったキャビネットコンロ、システムキッチンに組み込んで利用するビルトインコンロの3種類が家庭用としては一般的である。鍋等を加熱するバーナと、魚などを焼くためのグリル機能を持つが、中にはグリル機能を有しないものもある。天板のバーナ数はテーブルコンロやキャビネットコンロでは2口、ビルトインコンロでは3口が圧倒的に多い。
2007年の法改正を受け、2008年10月以降は、生産される家庭用コンロ全てにおいて全口への過熱防止センサーと立ち消え安全装置の取り付けが義務化された。その時点での流通在庫を除き、従来1箇所であったセンサーが複数箇所へとなることで、製品の単価が上昇することとなった。

#### ガラストップコンロ
以前は、テーブルコンロの天板の材質としては、ステンレス、ホーロー鋼板が主であったが、電磁調理器の手入れの簡単さとの差別化に対抗するために、コンロの天板にも耐熱ガラス素材を用いた商品が増えてきている。ただし、構造上バーナを設置するために、2ないし3箇所の開口を設けてあるため、電磁調理器のような完全にフラットな天板にはなっていない。東京ガスなどではピピッとコンロの商標で発売されている。

#### セイフル
安全なガス器具の呼び名として safe + full から命名された。通常コンロの片側に設定されている強火力バーナをなくして、左右共に標準火力のものにしたり、過熱防止センサーを全てのバーナに設置するなどして、安全を前面に押し出すものを言う。中には、点火つまみの形状を工夫してつまむ必要がないものにしたり、取っ手を大きく握れる形状にして弱い力でも使用できるようにしたものもある。

### ガス炊飯器

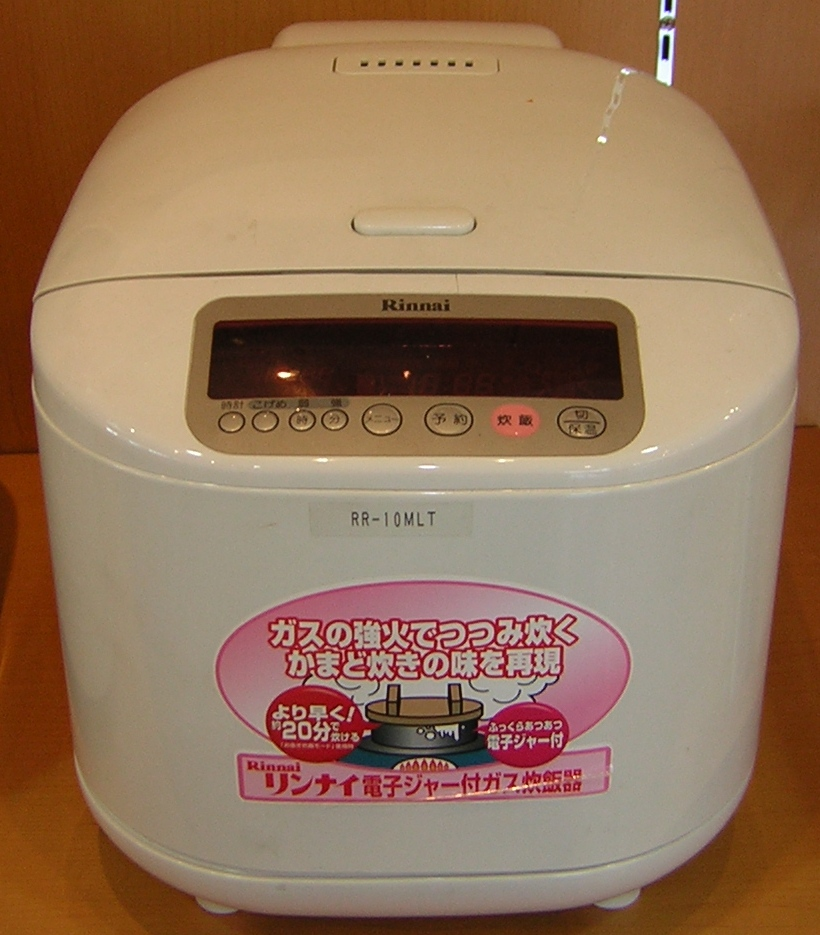
ガス炊飯器

文字通りガスの火力で主に白米を炊きあげるための機器。ガスかまどは既に1902年には製品化されていたが、これは一般家庭には普及しなかった。現在のような形の炊飯器は1930年代にはすでに製品化されていたものの、価格があまりにも高いためにこれも一般に普及するまでには至らなかった。その後1955年に発売された電気炊飯器（自動式電気釜）に対抗して、同年末にはガス自動炊飯器が発売されている。
ガス炊飯器では、米の炊き上がりは釜の温度を利用して感知する。この感知の方法は、合金が一定温度になった時に融解する性質を利用したヒューズメタル方式と、磁性体が一定温度で磁力を失う性質を利用したフェライト方式が主流であった。しかしながら、ヒューズメタル方式は部品の耐用年数が短く一定期間での部品交換が必要となることと、作動温度のムラを無くすことが困難ため現在では生産されておらず、交換用のヒューズメタル（通称「ヘソ」）の部品供給のみが行なわれている。また、近年のマイコン機能を有するものの中には、釜の温度を直接測定して消火させる高機能なものも現れている。
炊飯専用
米を炊いて、飯にする機能のみを有しているものをこう呼ぶ。炊き上がった飯の保温機能やタイマーなどは装備していない。
ジャー付
炊き上がった飯を保温するための電気ヒータが内蔵されている。ヒータによる保温のため、ガス炊飯器であるが商用電源を必要とする。
ジャー・タイマー付
炊飯を開始するための時間設定ができるものをこう呼ぶ。なお、設定時刻に自動的に点火させるためにはガス栓を開放しておく必要がある。このためガスの接続は、ゴムホースではなくガスコードと呼ばれる丈夫なホースでの接続が義務付けられている。
これらの中にはマイコン機能を有し、調理する物の種類や好みの仕上がりにするために、炊き上がりを細かく設定できるようになっているものもある。

### ガスオーブン
庫内に入れた食材を、ガスの燃焼で発生させた熱で加熱する調理器具。和食にはない調理法のためか、日本における利用頻度は欧米などと比べて少なく、製品のバリエーションも少ない。ローストビーフやピザなど焼いたり、ケーキやクッキーが調理できる。
ガス高速オーブン（コンベック）
ガスの燃焼熱を利用して加熱するオーブンのうち、庫内の熱気をファンで強制循環させるタイプのものをこう呼ぶ。コンベクションレンジとも言う。熱気が循環するため、庫内の温度ムラがなく、均一な仕上がりが期待できる反面、素材に直接熱風が当たるために表面が乾燥しやすいという欠点がある。2016年時点で市販されている家庭用ガスオーブンは全てこのタイプになっており、以前は販売されていたファンのない単なるガスオーブンは現在製造されていない。ただし業務用機器においては、構造が単純で安価な非コンベクションオーブンも販売が継続している。
コンビネーションレンジ
ガス高速オーブンと電子レンジが一体となっているものをこう呼ぶ。名前は似ているが、対流を意味する「コンベクションレンジ」の場合は、ガス高速オーブン単体型を意味するので注意が必要。電子レンジで内部から加熱し、その後オーブンで表面から焼き色をつけるという調理法が可能となる。もちろん、ガス高速オーブン、もしくは電子レンジ単体としての利用も可能だが、オーブンとしての使用直後は、庫内温度が下がるまで電子レンジとして使用できないという欠点がある。

## 業務用厨房機器
飲食店等において、厨房用として用いられる器具のうち主なものは以下の通り。

### ガスレンジ
コンロ、ストーブなどとも呼ばれる。鍋やフライパンなどを直火にて熱するために使用される。1口から複数口まで、寸法に応じて様々なバリエーションがある。メーカによっては、口数や火力などオーダーメイドで対応することもある。家庭用のテーブルコンロと同じく、台の上に設置するだけのタイプと、脚を有し自立するもの、オーブンと一体になったものがある。材質は腐蝕防止のためにステンレス製が多いが、バーナ部分のみは鋳物や鉄製となる。
スープレンジ（ローレンジ）
スープや出汁を取るための寸胴（ズンドウ）を長時間加熱するための専用レンジ。通常のレンジの天板の高さが800mm程度であるのに対し、これを500mm程度にして調理のしやすさと内容物の取り出しやすさを図っている。
中華レンジ
炒め物用のバーナ、スープ用のローレンジ、茹で麺用のバーナを1台にまとめたもので、中華料理店やラーメン店などで用いるためこの名前がある。複数の専用機器を用意する必要が無いため、設置スペースと費用面でのメリットがある。

### オーブン
原理は家庭用のものと全く同じであるが、容量を大きくして大量調理が可能となっている。加熱調理のほかにも、冷めた食品の再加熱に用いられることもある。
スチームコンベクションレンジ
上記の他に、過熱水蒸気を庫内に用いることで、煮る・蒸す・焼く・炊く・茹でる等の調理も行えるものをこう呼ぶ。1台で複数の調理器の役割を果たせるため便利ではあるが、通常のオーブンと比べてかなり高価なものとなる。

### 焼物器（グリラー）
肉や魚を直火で熱する器具。上方から加熱する上火式と、下方から加熱する下火式、両方同時に使用可能な両面式がある。素材を直火で加熱するという古典的な調理法のため、調理できる料理は広範囲に及ぶ。大型のものは、コンベアに乗せた食材を連続して調理できるものもある。

### グリドル
鉄板を熱してその上で肉や魚を調理する器具。平らな鉄板を用いるものと、溝（グルーブ）を切った鉄板を用いるグルーブドグリドルがある。

### チャーブロイラー
ガスにより石等を加熱することで遠赤外線を発生させ、それによってステーキを調理する器具。ステーキ以外にも、魚なども焼くことができる。

### サラマンダー
高温の炎を短時間素材に当てることで、表面に焼け焦げだけを付ける器具。内部の加熱はできない。グラタン・ピザなどの焼き色を付けるほかに、洋菓子の仕上げ等に用いられることもある。

### フライヤー
油を高温に熱して揚げ物を調理する器具。加熱した油槽に食材を投入するタイプのものと、油槽を潜るコンベアに食材を乗せて、全自動で揚げ物をするタイプがある。ファストフード店などで使われるものの中には、設定時間で油槽に沈ませた籠が自動で上がるものもある。

### 炊飯器
米飯を調理するのは家庭用と全く同じだが、業務用は炊飯できる能力が大きいのが特徴。家庭用が2升炊き程度までなのに対して、いわゆる炊飯器としての形状で5升まで炊けるものもある。それ以上の炊飯量が必要な場合は、立体炊飯器を用いる。これだと、機種によっては1度に20kg以上の炊飯能力を有するものもある。さらに大量の能力が必要な場合には、コンベアで連続して炊飯できるものもあり、これだと1時間当たり数千食の炊飯が可能になる。
自動炊飯器
米櫃、計量器、洗米機、炊飯器を組み合わせて、全自動で洗米から炊飯まで行えるようにしたものを自動炊飯器、もしくは炊飯ロボと呼ぶ。

### 回転釜

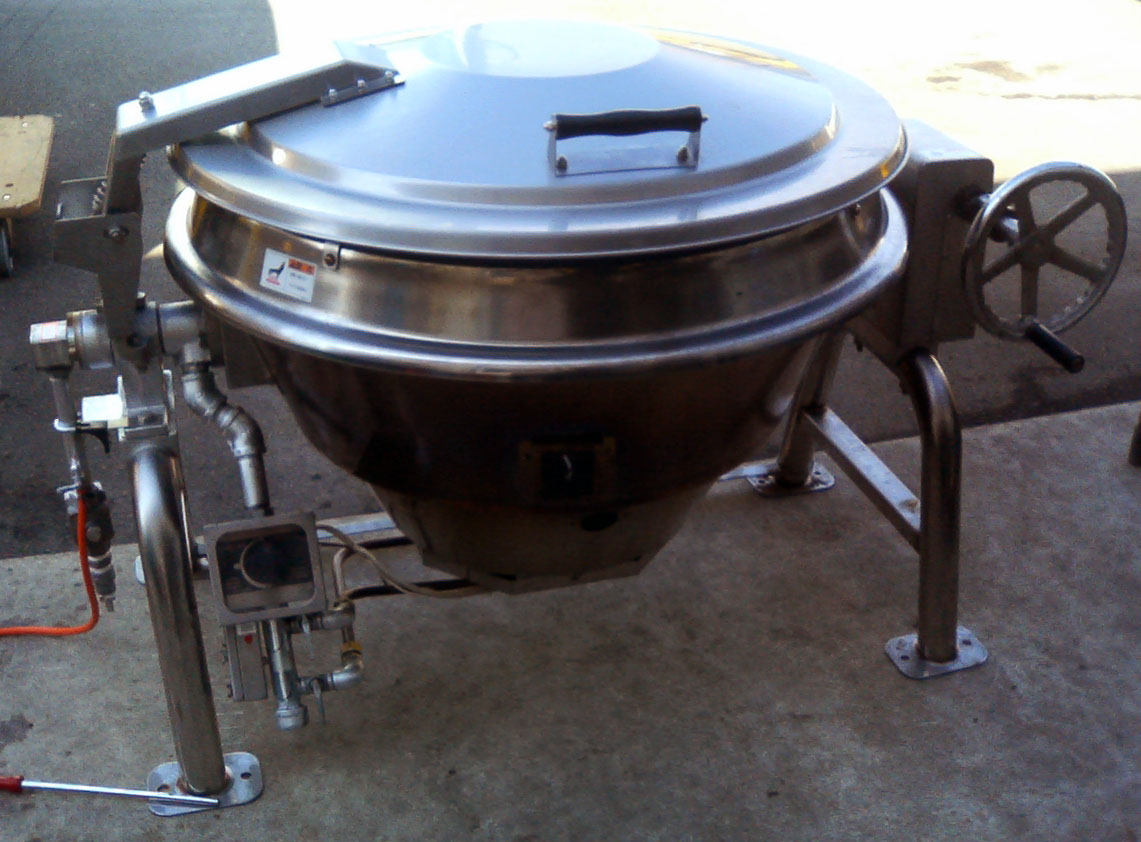
ガス回転釜

大量の食材を同時に煮たり炒めたりする際に使用される。通常はバーナの上に鍋を乗せるが、回転釜では逆に釜の下部に加熱用のバーナが固定されている。釜そのものが巨大なため、内容物を取り出す時に人力では傾けられず、ハンドル操作で釜そのものが回転することからこの名称がある。大量かつ同一の食品を調理する目的でしか使用できないため、主に給食センターなどで利用される。

### 茹麺器
文字通り麺を茹でるための専用機器。目的によって、下記区別がある。
ラーメン釜
ラーメン専用の茹麺器。丸い茹籠（テボ）を利用する。それぞれの茹籠がセットされた場所で最も大きな対流が起きるよう設計されている。
日本そば釜
日本そばでは加熱時に茹籠を使用しないため、釜全体で大きな対流が起きるように設計されている。釜の隣に、出汁を保温するための湯煎機能を有するものもある。
スパゲッティ釜
四角い茹籠が複数ぴったり収まる四角い釜を有する。
うどん釜
うどんはデンプン質が茹で汁に溶け出しやすいため、特に大量の水を加熱できるように湯槽が大きくなっている。
冷凍麺釜
冷凍保存された麺類を加熱するために、特に強火力のバーナを備えており、連続調理の際にも温度が極力下がらないように設計されている。
自動茹麺器
セットされた茹籠がタイマーにより自動的に上がることで、誰でも同一条件での調理が可能となっている。

### 餃子焼き機
餃子は単に食材を焼くだけではなく、茹でてから焼くという手順が必要なため、グリドルに給水と排水の機能を持たせた専用の機器がある。焼く場合も蒸し焼きにするため、調理面全体を覆うためのフタが装備されている。

### 蒸し器
湯槽に溜めた湯を沸騰させ、その蒸気で加熱調理する機器。和食や中華では多用されるが、洋食で用いられることは少ない。木製の蒸籠（せいろ）を使用するものと、ステンレス製の引き出しに食材を乗せるドロワータイプ、密閉された調理庫を有するキャビネットタイプがある。

### パン焼き釜（デッキオーブン）
パンやクッキーなどを調理するための専用オーブン。オーブン皿を細かく多段で収納することができる。単にガスの火力で加熱するだけではなく、調理の種類によっては給水することで庫内を加湿する機能も有する。

### ロースター
焼き肉店などで客が自ら調理をするために使われる調理器。ロストルと呼ばれる鉄板を加熱して、その上で食材を調理するものと、石などを加熱してそこから発生する遠赤外線を利用して食材を加熱するものがある。調理の方法上どうしても煙が発生するため、換気機能を併せ持つ無煙ロースターなどもある。

### 酒燗器
宴会場などで、一時に大量の日本酒や中国酒に燗を付けるための機器。湯槽に湯を沸かし、酒器を湯煎して加熱するタイプと、加熱槽に直接酒を入れて加熱後に酒器に移すタイプがある。可動部が少ないため製品寿命が長いという特徴がある。

### ウォーマーテーブル
調理済みの食品を温かいまま保存するために使用される機器。スープなどを容器に入れ、その容器ごと湯煎できるようになっている。複数の容器を並べてセットできるものが多い。社員食堂やスキー場の食堂などの半セルフ式の場所で使用されることが多い。

### 食器洗浄機
調理器具ではないが、食器洗浄機にもガスを使用するものがある。大型の洗浄機では、洗浄に使用する湯を沸かすため、専用のガス給湯器を内蔵したものがある。

## 温水機器
ガスを熱源として水道水を加熱し、その湯を飲用や生活用水として使用するための機械についてその主なものを以下に挙げる。なお、日本国内の気候の違いにより、寒冷な地域では屋内設置型の器具が使用されることがあるが、比較的温暖な地域では屋外設置型の器具が多い傾向がある。ただし、集合住宅などにおいては、その間取り上の制約などから、温暖な地域であっても屋内設置型を用いる場合もある。

### 瞬間式温水機器
給水口から取り込んだ上水を、必要量だけ必要な温度まで加熱する機器。給湯配管に残る温水（いわゆる捨て水）以外に無駄な加熱を行わないため、経済的である。設置箇所や使用目的により、屋内に設置する場合と屋外に設置する場合がある。機器内の圧損を除けば、ほぼ上水の圧力のままでの給湯が可能なため、直圧式と呼ばれることもある。
能力的には小型湯沸器の5号と呼ばれるものから、家庭用では最大32号、業務用では複数の機器を組み合わせることで数百号のものまで多くの種類がある。ちなみに号数とは、入水温度を25℃上昇させた湯を1分間に何リットル出すことができるかを表し、温水機器の能力の目安となる数値のことである。5号なら5リットル毎分、24号なら24リットル毎分を出湯させることができるという意味で、この数値が大きいほど、給湯能力が高いということになる。

#### 小型湯沸器

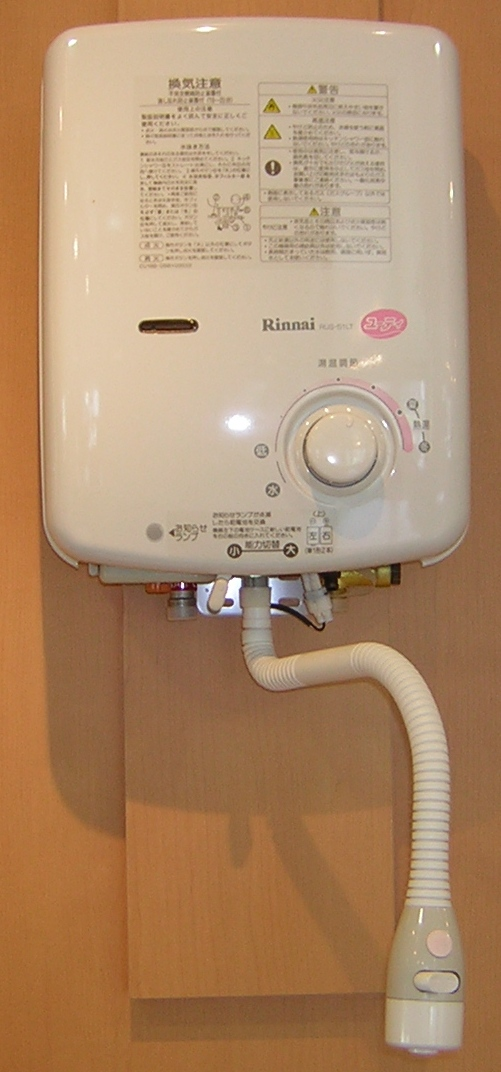
元止式小型湯沸器

湯を使いたい場所に手軽に設置できるため、古くから多くの機種が販売されてきた。しかしながら、近年では戸建に限らず新築物件に採用される設計は皆無に近く、既存品の交換のみの市場となっている。本体を屋内に設置することにより排気が全て室内に流出するため、使用に際しては必ず換気が必要となる。近年の機種においては、全て不完全燃焼防止装置を付けることが義務づけられているため、換気不足で異常燃焼を起こした際には燃焼が停止するが、それでも再点火すると使用が可能になったため、異常燃焼が原因での一酸化炭素中毒事故が発生した。このため現在販売されている機種では、不完全燃焼防止装置が連続して複数回作動した場合には、ある種の操作を行なわないと自動では解除されないインターロック機能が搭載されている。
元止式
小型湯沸器の点火は、最終的には水圧で行われる。この水流のオンオフを湯沸器本体で行うものを元止式と呼ぶ。給湯する部分（出湯口）の元で出し止めを行うためである。一般家庭で用いられるほとんどの湯沸器がこの方式で、湯沸器本体に押しボタンなどのスイッチを有し、それが出湯スイッチとなっている。
先止式
小型湯沸器の出口に給湯配管を布設し、湯沸器から遠く離れた場所での給湯を可能にしたものをこう呼ぶ。元止式の項でも述べた通り、湯沸器の点火は水流のオンオフであるため、湯沸器の先で出し止めをすることからこう呼ばれる。

#### 給湯単機能型給湯器

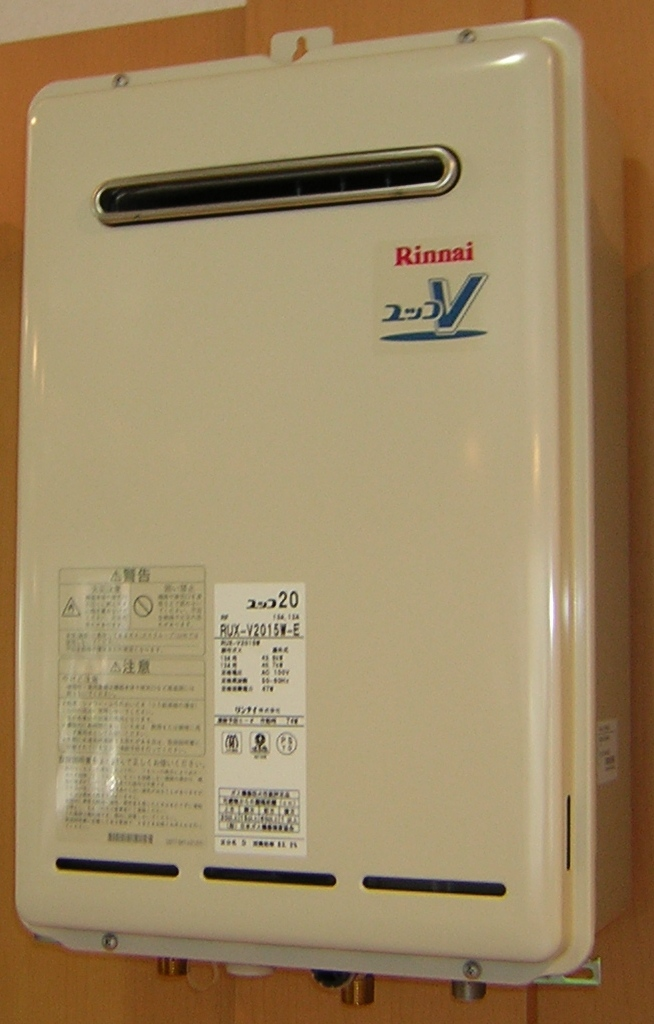
給湯単機能型給湯器

給湯栓への給湯のみの機能を持つものをこう呼ぶ。追焚機能がないため本体は安価であるが、経済的では無いために一般住宅のメインの給湯機器として用いられることは少ない。逆に集合住宅では、イニシャルコストの安さから採用されることが多かった。

#### 風呂給湯器（追焚付給湯器）

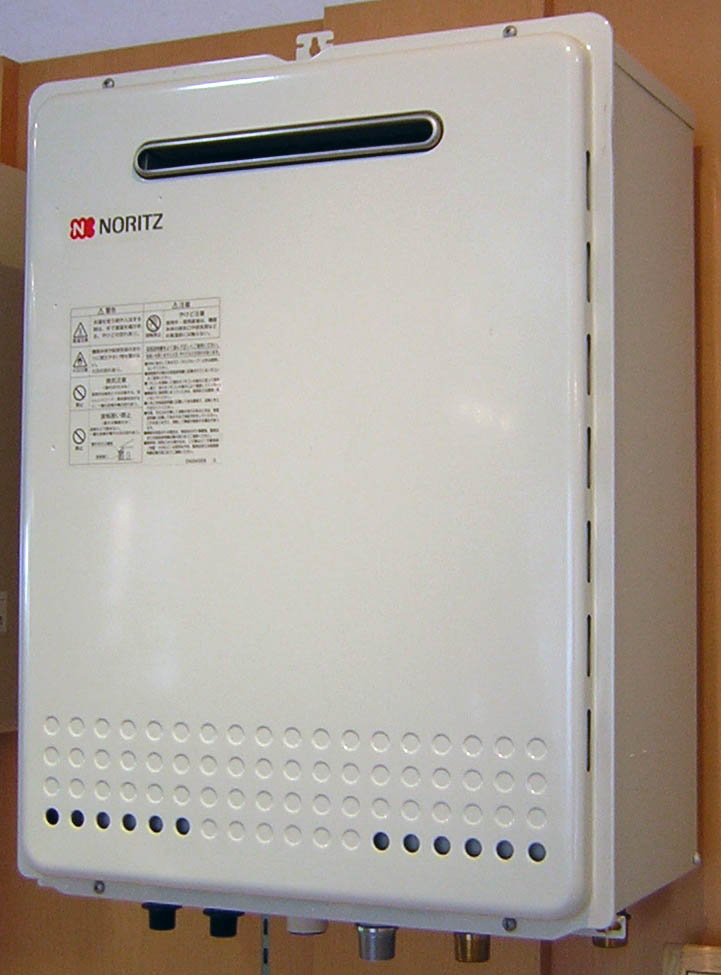
風呂給湯器

給湯栓への給湯機能だけではなく、浴槽の湯を沸かす風呂釜機能を合わせ持ったものをこう呼ぶ。現在販売されているすべての機種はガス風呂給湯器が自動湯張り機能を持ち、スイッチを押すだけで規定量のお湯を浴槽に溜めることができる。さらに、一定時間ごとに浴槽内の湯を追い焚きすることで、設定温度を保つこともできる。現在では自動湯張り機能のない標準タイプ(過去においては、自動湯張り機能のないものが標準的であったためこの名称)のガス風呂給湯器は販売されていない。
自動湯張り機能には2種類あり、フルオートとオートの区別がある。両者の機能違いは、湯張り完了後浴槽内の水位が下がった際に、自動で足し湯をするかどうかである。フルオート機種は自動足し湯を行うため、常に浴槽内の水位を一定に保つことができるのに対し、オート機種は最初の湯張りのみが自動で、仮にその後水位が下がっても、手動で回復させない限り水位は下がったままとなる。この動作の違いは、湯張り機能の原理の違いによる。この違いが顕著に現れるのが、自動湯張り開始時に浴槽内に水が残っている場合である。いずれの機能の風呂給湯器も、運転開始時に循環ポンプを稼働させ、まず浴槽内に残湯があるかどうかを判定する。残湯がないと判断されれば、あらかじめ設定された量の湯を浴槽内に供給する。このため、浴槽が空の場合の湯張りには、両者の動作にほとんど違いは見られない。
これに対して浴槽内に残湯があった場合には、機能の違いが生じることとなる。フルオートの機種は運転開始時に循環ポンプを稼働させ、その時追い焚き配管にかかる圧力を測定することにより、浴槽内での残湯の高さを計測する（水位センサー方式）。このため、不足分を容易に計算することができ、浴槽内に残り湯があった場合でも、ほぼ正確に湯張り機能を働かせることができるだけではなく、水位が下がっても自動で足し湯を行うことで設定水位に戻すことができる。一方オート機能の機種は、循環ポンプを作動させた時に残湯があれば、一旦追い焚き動作に入る。一定の熱量を加えたあとで浴槽内の湯の温度上昇がどれだけであったかを測定し、それをもとに残湯の量を計算するという間接的な方法（熱量演算方式）を取るため厳密な正確さには欠け、残湯がある時の自動湯張りの水位にばらつきが生じる。また、浴槽の水位を測定できないため、自動足し湯をすることができない。
設置フリー
風呂給湯器のうち、浴槽と給湯器をφ10～12.5程度の2本の樹脂管や銅管等で接続し、浴槽内の湯をポンプで強制的に循環させることで追い焚きを行うタイプをこう呼ぶ。ポンプで循環させることにより、給湯器本体を浴槽の近辺に設置する必要が無くなるため、この名称が付けられた。浴槽から給湯器まで10m以上の距離を取ることが可能ではあるが、距離が長ければ当然熱の損失も多くなるため、経済的ではなくなる。
ポンプで強制的に循環させるため浴槽内の温度ムラがなく、正確な沸かし上げができる。
隣接設置
給湯器本体と浴槽を壁1枚のみを隔てて設置するもので、浴槽と給湯器を直接φ45程度の2本のゴムパイプなどで接続するタイプをこう呼ぶ。以前は自然対流による追い焚きであったが、近年ではポンプによる強制循環方式のものが主流を占めるようになった。

#### 自動湯張り・高温差湯式追焚付給湯器
湯張りの際に浴槽へ設定温度の湯を供給し、入浴可能な状態にするのは風呂給湯器と同様であるが、湯温低下時の浴槽内の再加熱の方法が異なる。このタイプの給湯器は、浴槽の湯がぬるくなった時には、高温（80℃程度）の湯を注入することで浴槽内の温度を上昇させる。この時、当然浴槽の水位は上昇することとなる。注水は浴槽内の湯を循環させずに給湯器からの1方向のみであるため、給湯器と浴槽は1本のパイプのみで接続されている。厳密に言えば追い焚きではないが、不動産用語としては追い焚き付きと表示することが認められているので、注意が必要である。

#### CO2削減高効率省エネ型給湯器（エコジョーズ）
従来のガス給湯器は内部でガスを燃焼させて水と熱交換させた後も、200℃前後の高温の排気を出していた。この排熱をあらかじめ給水と熱交換させることで給湯器全体の熱効率を高めたものを高効率給湯器といい、ガスを燃料としたものはエコジョーズという愛称で呼ばれる。エコジョーズの熱効率は95%くらいである。ちなみに石油を燃料として同様の仕組みを持った機器は、エコフィールの愛称で呼ばれる。
理論上ガスは、燃焼後大部分が二酸化炭素と水になるが、この排気と冷水を熱交換させることで排気の潜熱が奪われ、結果として凝縮水を生じる。この凝縮水は排気中の他の燃焼生成物と結合し酸性のドレンとなるため、高効率給湯器の設置に際しては、燃料の種類に関らず中和装置とドレン用の排水配管の施工が必須となる。このため集合住宅等では、ドレンの排水配管の敷設ができないためにエコジョーズを設置することができなかった。しかしながら一部の風呂給湯器のエコジョーズでは、浴槽の排水後に中和したドレン水を追い焚き配管に流すことで排出させる機能を持たせることで、ドレンの排水が困難な設置箇所へも設置できるものが開発されている。給湯器が高効率となることで燃料消費量が少なくなるため、二酸化炭素の排出量が減り、燃料費も減るというメリットがある。

### 貯湯式温水機器
給水口から入った水を、本体内部の貯湯槽と呼ばれるタンクに一時溜め置き、それをあらかじめ加熱しておいて給湯するタイプの給湯器。瞬間給湯式に比べて構造が単純なため故障が少ないが、民生用としては用途が限られるため販売される量は限られている。タンク内の水を沸かすために瞬間給湯式では得られない高温の湯（90℃以上）を給湯することが可能であるが、タンク内の溜め水を利用するために給湯圧は低い。タンク内の温度が放熱により低下すると、給湯していなくても再点火することがある。

#### 飲料用貯湯湯沸器
給茶用などに高温の給湯が必要な場所で使用される。主に事務所などの給湯室や、大食堂などに設置される。能力は内蔵するタンクの容量別に、10リットルから300リットル以上まで複数の種類がある。

#### 業務用温水ボイラー
水頭圧が10m以下で伝熱面積が4平米以下、なおかつ逃がし管もしくは逃がし弁を備えたものを簡易ボイラー、水頭圧が10m以下で伝熱面積が8平米以下、なおかつ逃がし管もしくは逃がし弁を備えたものを小型ボイラー、それ以外のものをボイラーと呼ぶ。いずれも本体内部にタンクを備え、タンク内の水を沸かして湯もしくは蒸気として供給する。給湯の場合には、ボイラーの二次側にラインポンプなどを設置して給湯圧を確保することが多い。

### 追焚機器
一般には、風呂釜と呼ばれる機器。浴槽内の湯を沸かす単機能のものと、浴室内でシャワーも使える複合機がある。BF式風呂釜の一部には、浴室から他栓へ給湯が可能なものも存在する。

#### 隣接設置（自然循環式）風呂釜
浴槽と直接2本のゴムパイプなどで接続するものをこう呼ぶ。沸かし上げには水の温度差による自然循環を用いるため、そのままでは浴槽上部のみが熱く、底部は水のままということもある。
浴室内設置型（CF式/BF式/FE式/FF式）
浴室内の浴槽の直近に設置するもので、燃焼排気の方式によりCF式（自然排気式）、BF式（自然給排気式）、FE式（強制排気式）、FF式（強制給排気式）に分かれる。なお、給排気事故防止のために、現在は原則としてCF式の風呂釜を新たに浴室内に設置することはできない。
浴室外設置型（CF式/FE式/FF式）
浴槽と壁1枚を隔てて屋内に隣接させて設置する方式の風呂釜。主に浴室脇の勝手口に設置されることが多い。浴室内設置型と同様、燃焼排気の方式によりCF式（自然排気式）、FE式（強制排気式）、FF式（強制給排気式）に分かれる。
屋外設置型（RF式）
浴室外設置型を流用し、屋外用として設計したものをこう呼ぶ。浴室内設置との違いは、排気筒が不要で本体から直接排気する仕様となっている点である。

#### フリー設置（強制追焚式）風呂釜
浴槽と風呂釜本体を2本のパイプで接続し、ポンプで強制的に水を循環させて加熱するタイプの風呂釜。CF式風呂釜が新たに浴室内に設置できなくなったため、その交換用として製品化された。風呂給湯器の追い焚き部分のみを独立させたものだが、一部には自動湯張り機能を有する機種もある。

### 給湯器（風呂釜）の給排気設備
給湯能力もしくは追焚能力の高いものは、それだけ燃焼排気も多量に排出するため、屋内に設置する際にはほとんどの機種で給排気設備を設ける必要がある。小型湯沸器と、飲料用貯湯湯沸器のうち最も能力の小さいもののみ屋内に直接排気を出すことが認められているが、それ以外の屋内設置機器は必ず、原則として単独で屋外まで排気を出す必要がある。給排気設備の不備は、直接燃焼不良による給排気事故を起こしかねないため、これらの機器の設置や移動の際には特定ガス消費機器の設置工事の監督に関する法律に基づくガス消費機器設置工事監督者の資格を有したものが、直接工事の監督をする必要がある。

## 暖房機器
ガスを燃焼させた時に発生する熱を、直接・間接的に利用して室温の調整を行うための機器。一部を除くほとんど全ての機種が暖房専用で、冷房機能が付属している場合はガス以外の動力を用いる。

### ガスストーブ

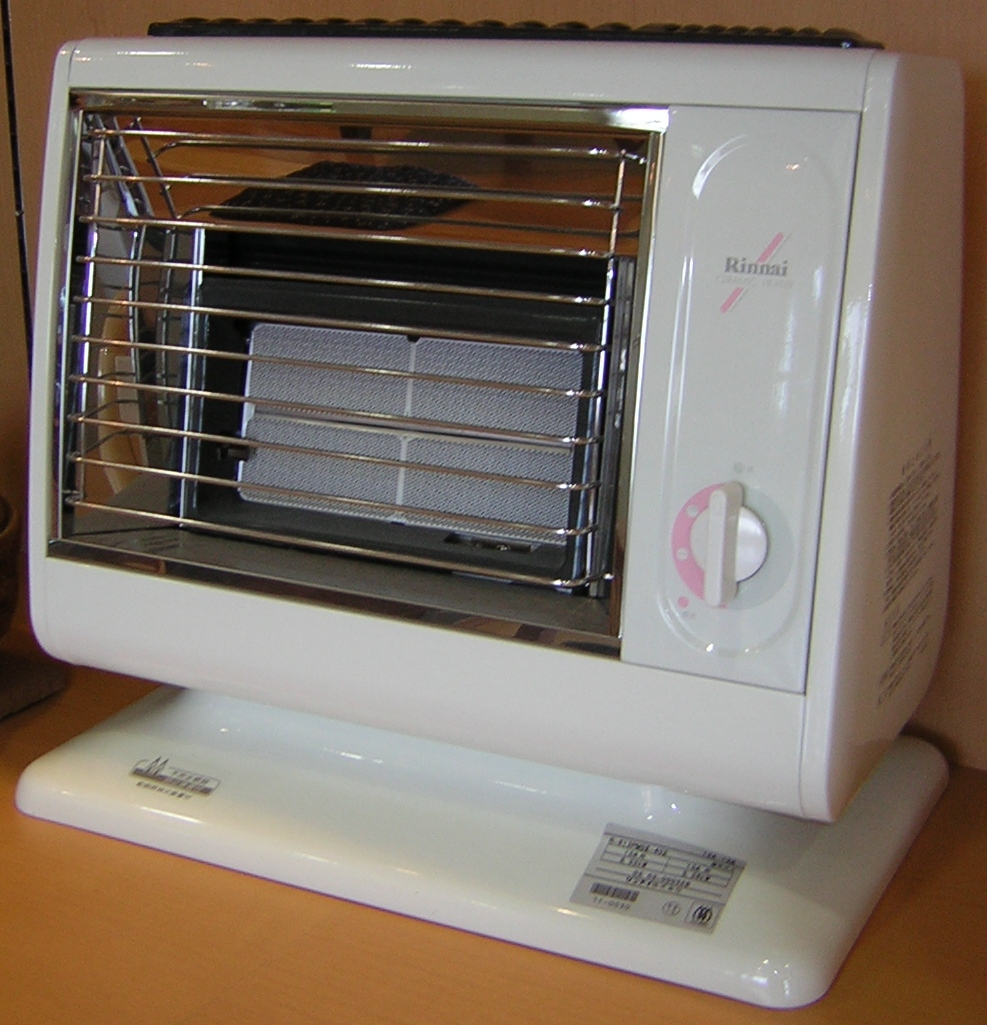
ガスストーブ

ガスを燃焼させた時に発生する熱を、直接室内に放出させることで室温を上昇させる機器。熱の放出方法により、対流式と反射式に分かれる。形状は石油ストーブに類似しているが、比較すると点火から放熱までの時間が短く、点火・消火時、および燃焼中でも未燃焼ガスによる臭いが生じにくい等の利点がある。構造が簡単で全般的に安価であり、また稼働中に電力を必要としない機種が多いため、災害などによる停電時でも、ガスの供給が可能であれば使用できる。反面、都市ガスやプロパンガスを使用するタイプのものの欠点としては、ガスタンクを本体に内蔵できないため、必ずガスコードと呼ばれるガス種ごとの専用の丈夫なホースで元栓と接続させる必要があり、設置や移動において制約を生じる。
ただし近年は、カセットガスコンロ用の（ブタンガスの）ボンベを使う持ち運び可能な小型のガスストーブが発売されており、これは屋内でも屋外でも持ち運びが可能である。この場合カセットガスの容量分しか燃焼は継続できないため、2時間ほどしか使用できない。また一部カフェなどでは冬でも屋外で飲食が可能なよう、プロパンボンベを内蔵した屋外型の比較的大型のパラソル型ストーブがあり、独立して移動可能である。これは元々は欧州などで普及していたものであり、日本でも近年見られるようになった。2020年のコロナ禍以降、いわゆる3密を避けるために、飲食店で屋外の席を活用することが増えたが、冬期間のテラス席などで暖を取るための熱源としても利用されている。
電力を使用しないタイプのガスストーブは、稼動時、自動での細かな燃焼調整が行われない（多くは火力を手動操作する強と弱の二段階しかない）ため、ガスファンヒーター等、他のガス暖房機と比較し、燃費は不利である。
また、プロパンガスの単価は都市ガスと比較し、一般的に高いため、ランニングコスト等の問題により、ガスストーブはプロパンガス地域で店頭販売されていることは稀であるが、都市ガス地域ではポピュラーである。ただ、ガスの調整弁を各ガス種のものにすることで、本体部品の多くを共用可能であるため商品ラインナップとしては各ガス種のものが取り揃えられてはいる。
なお、燃焼ガスを常時室内へ放出しているため、屋内では定期的に室内空気を外気と換気することが、燃料ガスの種類にかかわらず必要である。

### ガスファンヒーター

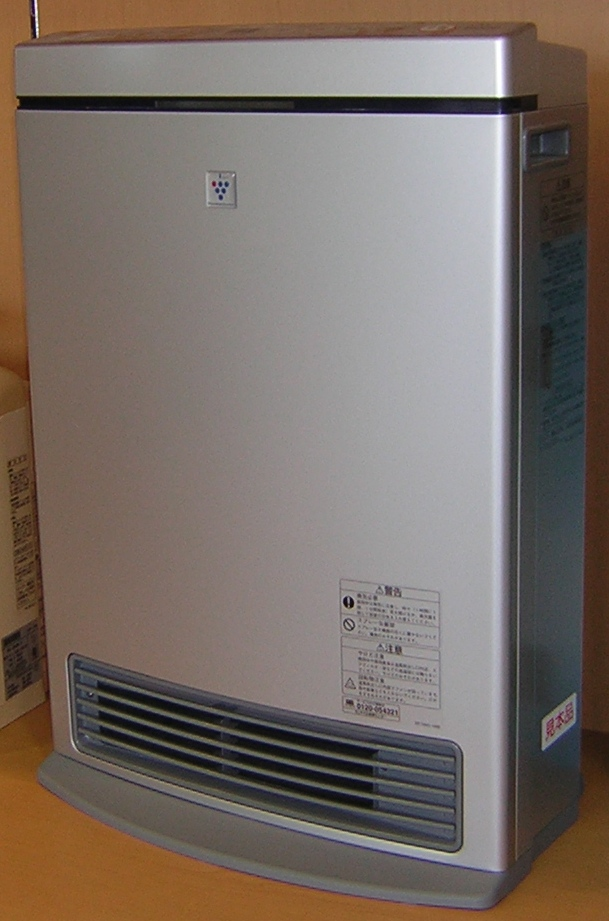
ガスファンヒーター

ガスを燃焼させた時に発生する熱を、温風として室内に放出させることで室温を上昇させる機器。排気方法により、ファンヒーターとFFファンヒーターに分かれる。いずれの場合も、ファンを稼働させたり、火力の制御を行うための電力が必要であるため、停電時には使用できない。
ファンヒーターは、排気を室内に放出させるため、定期的に換気をする必要がある。FFファンヒーターは強制給排気方式のため、室内の空気を燃焼に使わず、換気の必要がない。ファンヒーターはストーブと同様にある程度の移動が可能であるが、FFファンヒーターは給排気筒が壁に固定されるため、移動させることができない。室温を常時計測して燃焼を自動調整するものが多く、また室内の空気を循環させていることで、燃費低減につながっている。
都市ガス地域ではガスファンヒーターは暖房器具としてポピュラーであるが、（ガスストーブと同様に）プロパンガスは、ガス単価そのものが都市ガスと比較し高価であるため、ランニングコスト等の問題により、プロパンガス地域の店頭では、ほとんど販売はされていない。なお、ガスの調整弁を各ガス種のものにすることで、それ以外の本体部品の多くを共用できるため、商品ラインナップとしては各ガス種のものが取り揃えられてはいる。

### 温水循環暖房機器 (TES)

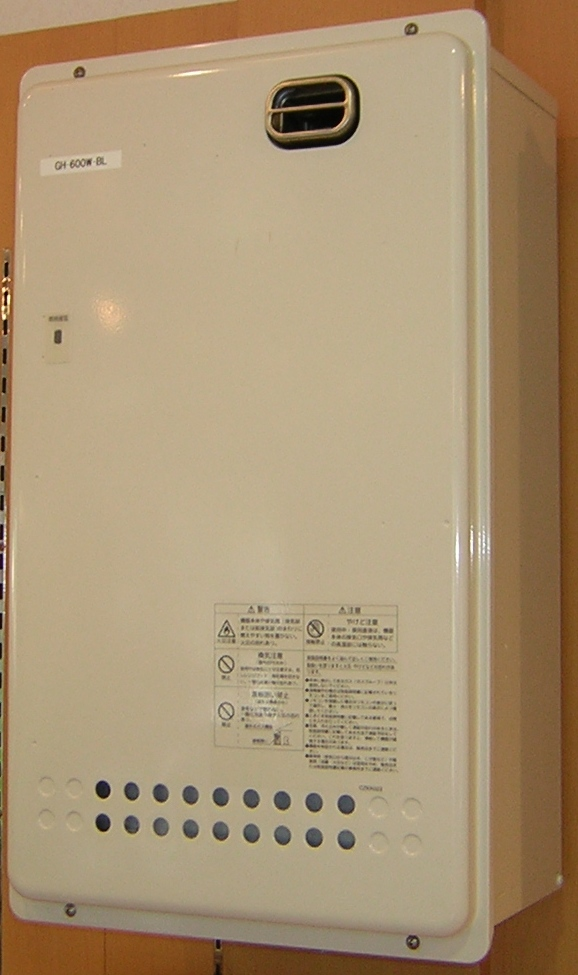
ガス温水暖房熱源機

ガスを燃焼させた時に発生した熱で不凍液を加熱し、それをポンプで循環させて室内で放熱させることで室温を上昇させる暖房システム。ストーブやファンヒーターに比べると設備が大掛かりになるものの、室内の空気を汚さず、必要な部分だけを効率良く暖めることができ、従来暖房機の設置が難しかった浴室やトイレなどにも設置が可能など、様々なメリットがある。

#### 床暖房
加熱させた循環液を床下に通し、床材を暖めることで室内の温度を上昇させる暖房方式。温風暖房等では天井付近の空間から温まるため、足元が寒くなるという現象が生じやすかった。これに対して床暖房では床材そのものが熱を発生させるため、そういったことは起こらない。また、人間が居住する床面から高さ1m程度の空間が最も温まりやすいため、無駄なエネルギーを消費せず、ランニングコストは安くなる。デメリットとしては、床材を加熱するためにその材質が床暖房専用品であることが望ましく、選択の自由度が低いことが挙げられる。しかし、昨今では床暖房の普及が進んだため建材メーカーからも多くの種類が発売されており、従前のように選択肢が少なすぎるという状況は改善されている。他には、暖房を開始してからの立ち上がりが他の方式に比べて最も遅く、寒くなってからスイッチを入れたのでは間に合わないことも挙げられる。通常はタイマー設定による自動運転開始の機能があるためこれを利用するか、立ち上がるまで他の暖房設備を補助的に用いる場合もある。

#### パネルヒーター
温水配管を壁面にパネル状に並べて暖房する放熱器。床下にパイプを布設できない場所や水分の多い場所にも設置できるため、ほとんど全ての場所に設置が可能。特にトイレや脱衣所などで多用される。また、居室の窓の下に設置することで屋外の冷気の進入を阻み、窓の結露を防止させるという使い方もある。

#### 温風機
循環液を内部に取り込んで、空気と熱交換させた後でファンを回して温風として排出させる放熱器。ファンヒータのように床面に置くファンコンベクターと、温水エアコンとして壁掛け設置するものがある。温風の方向を変えることで、スポット的な暖房として用いることができるため、単独で設置されるだけではなく、床暖房の補助として用いられることもある。床置きの場合パイプで固定されるものもあるが、ホースと温水コンセントで簡易に脱着できるものもあり、温水コンセントさえ設置してあれば、1台の放熱器を移動して使用することも可能である。なお、エアコンの場合暖房は温水で行うが、冷房は電気エアコンとなる。

#### 浴室暖房乾燥機

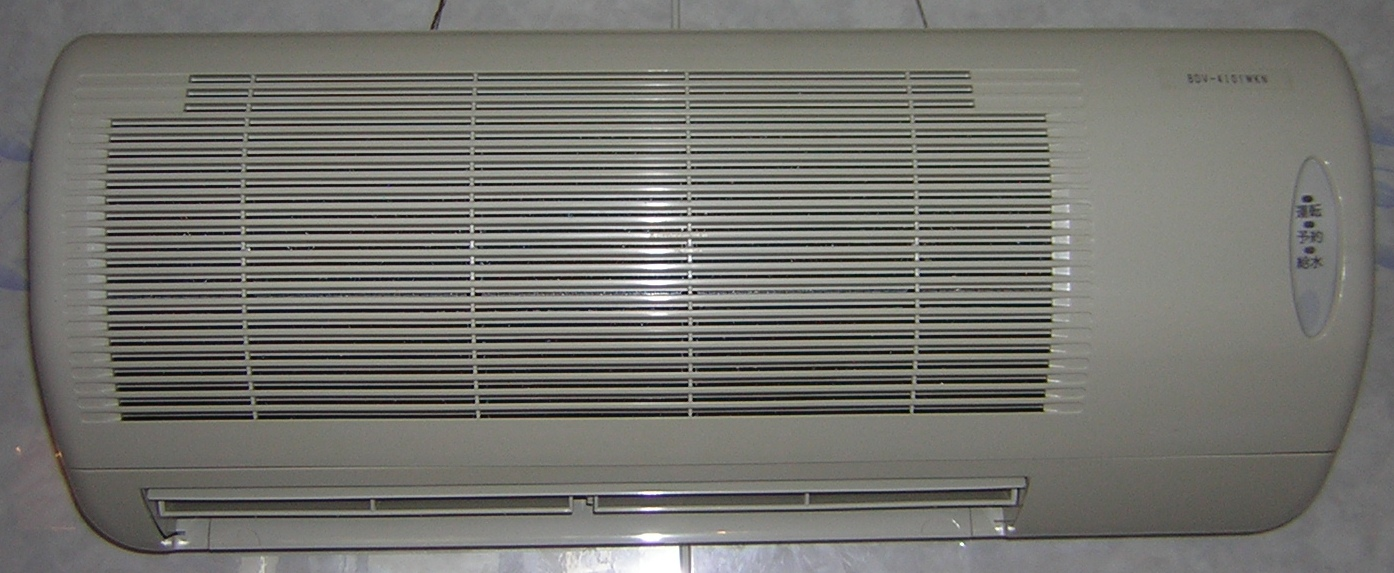
浴室暖房乾燥機

温水エアコンの冷房機能を除き、浴室暖房として使用できるように設計されている。機種によっては換気機能や冷風機能（外気を導入するのみで、冷房機能とは異なる）を備えたものもあり、換気と暖房を同時に行うことで浴室乾燥機として使用できるのは、従前からあった電気の暖房機と機能的に同一である。また、後発商品として天井埋込によって外壁に面しない浴室への設置が可能になったものや、ミスト機能を有するものもある。
壁掛式の浴室暖房乾燥機をさらに小型にしたものを、脱衣室やトイレ用の暖房用として商品化しているメーカーもある。

#### 温水式衣類乾燥機
循環液と熱交換させた温風をドラム内に放出させることで温度を上げ、洗濯後の衣類を乾燥させる機器。単独設置も可能ではあるが、浴室暖房乾燥・脱衣室暖房とのパッケージで販売されることが多い。なおこの本体は、ガス衣類乾燥機を流用したものである。

### ガス・ヒートポンプ (GHP)
ガスエンジンによりコンプレッサーを動かし、冷媒を圧縮・膨張させることで冷熱を発生させて冷房機として利用できる機器。発売当初は大型のものだけであったが、のちに一般家庭にも設置可能な、5馬力程度の機種も発売された。ただし、現在は小型のものは1社を除き、すべてのメーカにおいて生産を終了している。寒冷時には冷媒サイクルを逆転させ、コンプレッサで圧縮することで冷媒温度を上げ、これを循環させることで暖房を行う。ガスをエネルギー源として冷房が行えるのは、このガス・ヒートポンプと後述する吸収式冷凍機のみである。

### 吸収式冷凍機
冷媒のアンモニアと、吸収液の水を使用することで冷熱を発生させる機器で、アンモニア吸収冷凍機とも呼ばれる。運転サイクルの中で、混合したアンモニアと水を分離させる際に、ガスの燃焼熱を利用する。大掛かりな装置が必要であるため、主に工業用や大規模空調などに使用されている。その後ガスヒートポンプやコジェネレーションシステムが普及したことで、空調用としての需要は減ったものの、− 50℃以下の温度を作り出すことができるため工業用や商業用、特に冷凍機として今でも用いられている。

### ガスエアコン（旧商品）
電気のエアコンにガスの燃焼器を内蔵させ、冬期間はガスの燃焼により冷媒を加熱することで暖房器具として使用できるように設計された機器。以前の電気エアコンでは、外気温が0℃を下回るような寒冷地では暖房機としての使用に耐えなかったが、この方式であれば冬期間もメインの暖房機として使用することができた。しかしながら本体が高価であったこと、ヒートポンプの性能が向上し、寒冷地でも冬期間の暖房機として使用可能な家庭用エアコンが普及しだしたことなどにより、2007年現在複数社あったメーカーのいずれもが生産を中止している。なお、灯油を燃料とした同様の仕組みを持つ石油エアコンも、全メーカで生産が中止されている。

### ガス暖炉
暖房機としての実用性と、インテリアとしての美観を兼ね備え持つものとして、かつては高級な洋風建築で多く採り入れられた方式であり、現在は主に店舗や商業施設などでの需要が多い機器である。ガス単価が安い海外では、手間もかからず手軽に暖炉気分を味わえるものとして個人住宅用としても比較的ポピュラーである。
古い機種では排気が室内に放出されるものが多かったが、現在ではCF式やFE式、FF式の機器が増えてきている。価格は単なる暖房機として考えると非常に高価であるが、大理石等の高価な素材を用いたり、意匠に工夫を凝らすことでインテリアとしての側面もあり、少ないながらも需要はある。なお、一般家庭にも設置可能な小型のものも生産されており、大手ガス器具メーカのリンナイも2007年から家庭用のガス暖炉市場に参入した。

## 新世代ガス機器
都市ガスもLPガスも、従来の利用法は燃焼熱の利用が主なものであったが、今後は単なる熱エネルギーとしてではなく、総合的なエネルギーとして利用できるような展開を図っている。これらの目的で開発された、もしくは開発途上の機器を新世代ガス機器と呼ぶ。

### 家庭用ガス発電・給湯暖房システム
商品名はエコウィル。小型のガスエンジンを使って発電機を稼働させて電力を得ると同時に、ガスエンジンの廃熱を回収することで給湯や暖房などにも利用する小型のコージェネレーションシステム。発生させた電力は買電と同様に家庭内で使用し、熱は貯湯槽に貯えてから給湯・暖房・風呂追い焚きに使用する。万が一貯湯量が不足した場合は、直接ガスを燃焼させての給湯も可能になっており、湯切れの心配はない。
発電量と熱の使用量のバランスが取れていれば、効率良くエネルギーを使用することが可能になるが、発電させた電力は売電として電力会社に供給することができないため、アンバランスな状態では効率が落ちるだけではなく、ランニングコストが思ったほど低下しないなど、セールスポイントでもある環境面への影響も悪化する。

### 家庭用燃料電池
商品名はエネファーム。都市ガスを炎という形では燃焼させないという意味では、画期的なガス機器である。都市ガスから水素を取り出し、これを空気中の酸素と結合させることで発電を行う。またこの時発生する熱を回収して貯湯槽に貯えておき、それを給湯・暖房・風呂追い焚きに使用する。エコウィル同様、貯湯量が足りない場合にはガスによる補助熱源も装備している。
2008年のモニター試験などではライフエル (lifuel) とも呼ばれた。
2009年より販売が開始され、住宅メーカーなどで太陽光発電などとセットで採用される例もみられる。

### ハイブリッド給湯器
ガス給湯器の「エコジョーズ」とエコキュートのヒートポンプを組み合わせて双方の利点を活用できるよう設計された給湯システム。通常はエネルギー効率の良いヒートポンプで貯湯槽に温水を蓄え使用し、大量に給湯が必要なときには補助としてエコジョーズが稼働する。このため、貯湯槽のみを使用するシステムとは異なり、湯切れの心配がない。また、このシステムで温水暖房を使用することで、さらに熱効率をアップさせることができる。
現在はリンナイから「エコワン (ECO ONE)」の商品名で、ノーリツからはハイブリッド(HYBRID)給湯システムの名称で販売されている。

### 商業用コージェネレーション機器
システムとしては、家庭用ガス発電の規模を大きくしたものであり、ガスエンジンを利用して発電を行い、廃熱を利用して給湯・暖房を行う。一般家庭においては、電力や給湯の使用量が1日の中で特定の時間に集中しやすく、給電と給熱のバランスが取りにくいということがあるが、商業用施設であれば負荷の集中が一般家庭ほど偏らないため、理論的には大規模になればなるほど効率の良いエネルギー消費が可能となる。ただし、導入に際しては、使用する電力量と熱量のバランスを専門的な見地から事前に分析することが必須となる。

### 工業用コージェネレーション機器
商業用と同じく、大規模なガス発電システムであるが、エンジンをガスタービンエンジンとすることで工業用としてより利用価値の高い蒸気を発生させることもできる。また、その蒸気を蒸気圧縮冷凍機に使用することで冷熱も利用が可能になるため、利用範囲が広い。工業用であるため、電力・温熱・冷熱の需要予測が立てやすく、ほぼ理想通りのエネルギー効率が得られることが多い。

## その他
上記に挙げた以外に、ガスを使用する機器を以下にまとめる。

### ガス衣類乾燥機

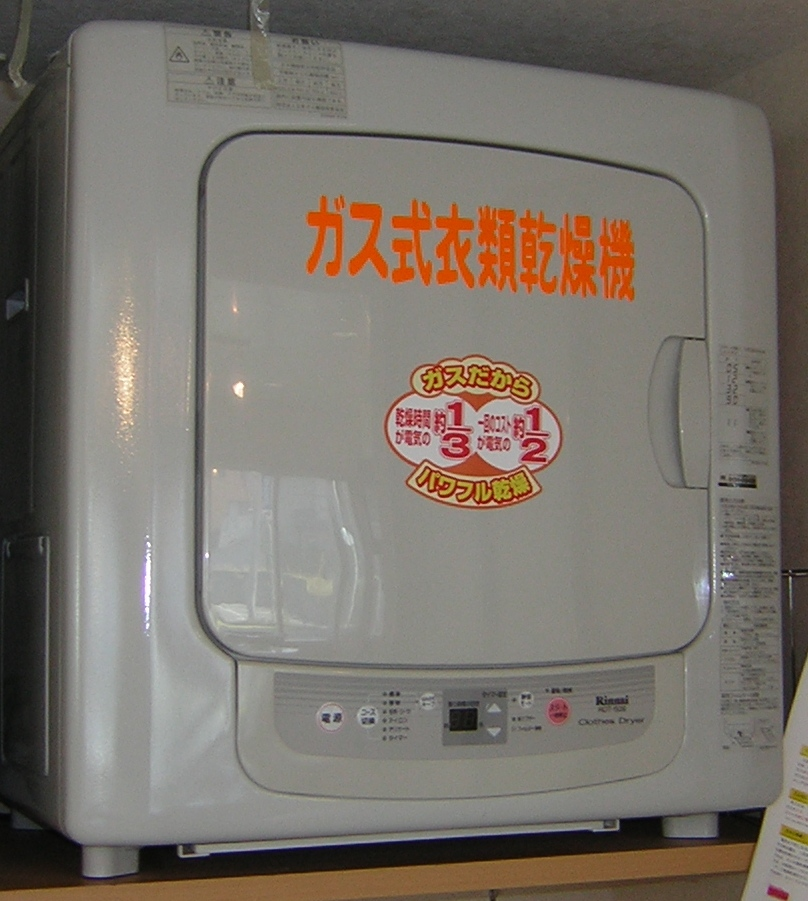
家庭用ガス衣類乾燥機

ガスを燃焼させて発生させた熱で、回転するドラム内の洗濯済みの衣類を乾燥させる機器。その多くはコインランドリーなど、業務用で使用され、家庭用に関しては、リンナイのみが製造しており、『乾太くん』の商品名で自社および最大手の都市ガス事業者のブランド名で販売されている。機器代が電気式衣類乾燥機よりも高く、導入コストも嵩むため、都市ガスエリアであっても殆ど普及していないのが実情である。発熱量が大きいため電気式のものよりも短時間で乾燥させることができ、ランニングコストも都市ガス、プロパンガスとも一般的には安価となる。

### ガス生ゴミ処理機
破砕した生ゴミを、ガスを燃焼させた熱で乾燥させ処理する機器。微生物による分解を用いる機器よりも対応できるゴミの範囲が広く、ある程度水分が多くても処理できるのが特徴。また、処理途中であっても新たに追加投入できるというメリットもある。構造上処理できないものとして、骨や貝殻(小さなものは破砕可)などの硬度のあるものや、タケノコの皮などの繊維質の強いものの他、多量の油分などがある。また生ゴミの水分を水蒸気として排出するため、排気装置には脱臭装置を取り付ける必要がある。処理後の残滓は、専用のリサイクルシステムで堆肥として再生することができる。

### 工業用燃焼機器
先に挙げた工業用のボイラー以外にも、金属の圧延や溶解、陶磁器を焼く窯など、大量の熱を発生させるために使用される機器がある。片手で使用できる単純なバーナ形式のものから、電子制御により温度管理が可能な大掛かりなものまで、様々なバリエーションが存在する。

#### ガス遠赤外線ヒーター
ガスの炎でセラミック等を加熱することで遠赤外線を発生させる機器。黒体放射に近い放射特性が得られると言われる。

#### 侵管ヒーター
ガスバーナーを液体を入れた函体に取り付け、排気をそのまま函体内部を螺旋状に加工した管を通すことで熱交換を行わせる機器。めっき溶液等の加熱・保温に用いられる。

#### はんだ付け炉
金属加工の製造ラインにおいて、ガスの熱ではんだ付けを行う機器。

#### オフセット乾燥機
オフセット印刷機と、そのインクの乾燥機が一体となった機器。インクの乾燥に、ガスを熱源とした温風を用いる。一般的な工業用乾燥機を、インクの乾燥のみに用いる場合もある。

#### 脱臭装置
薬品や燃焼ガスに残留する残留物や未燃物を、大気放散の前に完全に燃焼させることで、その臭気を取り除く機器。

### ガス灯
都市ガスが最初に用いられたのは、ガス灯を利用した外灯のためであった。このため、現在でも日本で最初にガス灯が灯った1872年10月31日を記念して、毎年10月31日がガス記念日と定められている。その後ガス灯は改良されたものの、電気による照明の簡便性のために、現在では観光地など特定の箇所に設置されているのみである。
ガス灯の他にも、装飾を兼ねた照明器具としてのかがり火や、聖火台などのモニュメントの燃料として、ガスが用いられることがある。

### CNG自動車（天然ガス自動車）
20MPa（約200kgf/cm2）近くまで圧縮した天然ガス (CNG:compressed natural gas) を燃料として走行する自動車で、天然ガス自動車とも呼ばれる。大型トラックから軽自動車まで、様々な車種で生産されている。エンジンは、ディーゼルエンジンを転用して使用する。メーカーが生産する車種だけではなく、各メーカのディーゼル車をCNG車へ改造する会社も存在する。

## 健康
2021年8月13日にハーバード大学医学部は、大気汚染への暴露を避けることは果物や野菜や定期的な運動などと同じくらい健康を維持することに大事だと主張した。
このため、ガス機器は空気汚染の原因となるため、健康増進のために電気機器に交換することは非常に効果的である。
長年にわたる多くの研究は、微粒子状物質の外気レベルの増加が、心臓病、脳卒中、糖尿病、肺炎、慢性閉塞性肺疾患の悪化、およびその他の深刻な健康問題のための入院の増加に対応することを繰り返し示している。長期暴露と短期暴露の両方が重要であるように思われる。
2021年に発表された研究では、14年間にわたる世界人口の汚染レベルとリスク評価のグローバルモデルを調べた。それは、化石燃料の燃焼だけで、2018年に世界中で900万人近くの早死に結びつく。これは、米国での35万人以上を含む5人に1人の死である。これらの死のほとんどは心臓発作と脳卒中によるものである。
高齢者、若年者、妊娠中の人、および心臓病や肺疾患などの基礎疾患のある人は、ガス機器を電気機器に交換しないことによる潜在的な影響に対して特に脆弱である。

## 参照資料
1. ↑  東京ガスによる家庭用燃料電池モニターの募集(2008年)
2. ↑  エネファームの補助金は上限140万円、ケンプラッツ、2009年4月8日
3. ↑  積水ハウス、環境配慮型住宅「グリーンファースト」を販売開始、日経ＢＰ、2009年3月30日
4. ↑  名称としては東京瓦斯株式会社の登録商標（登録番号1947253、4182770、4194382）。都市ガス事業者のOEMブランドや、リンナイ以外が製造するものにも使用する予定があったためであるとされている。
5. ↑  MD, Wynne Armand (2021年8月13日). “Air pollution: How to reduce harm to your health” (英語). Harvard Health. 2021年11月18日閲覧。